# Helianthus glaucophyllus
Helianthus glaucophyllus — вид квіткових рослин з родини айстрових (Asteraceae).

## Біоморфологічна характеристика
Це багаторічник 100–200+ см (кореневищні). Стебла прямовисні, голі (сизуваті). Листки переважно стеблові; протилежні (проксимальні) чи чергуються; листкові ніжки 1–3 см; листкові пластинки (від світло- до темно-зелених, білуваті абаксіально) від ланцетної до ланцетно-яйцюватої форми, 9–18 × 2.5–7 см, поверхні голі (абаксіальні) чи рідко шершавенькі (адаксіальні) не залозисті (абаксіально сизі); краї пилчасті. Квіткових голів 3–15+. Променеві квітки 5–8; пластинки 12–14 мм. Дискові квітки 20–35; віночки 5–6 мм, частки жовті; пиляки темні. Ципсели 3.5–3.8 мм, голі. 2n = 34. Цвітіння: пізнє літо — осінь.

## Умови зростання
США (Північна Кароліна, Південна Кароліна, Теннессі). Населяє середньо-вологі ліси; 700–1300 метрів.